# Nematoproctus cylindricus
Nematoproctus cylindricus är en tvåvingeart som först beskrevs av Van Duzee 1924.  Nematoproctus cylindricus ingår i släktet Nematoproctus och familjen styltflugor.
Artens utbredningsområde är Ontario. Inga underarter finns listade i Catalogue of Life.